# یون جونگ هون
یون جونگ هون (کره‌ای: 윤종훈؛ زادهٔ ۱۵ فوریه ۱۹۸۴) بازیگر اهل کره جنوبی است. او در مجموعه‌های تلویزیونی پنت‌هاوس: جنگ در زندگی، ستاره‌های دنباله‌دار و هفت فراری ایفای نقش کرده است.